# Trinity (Texas)
Pour les articles homonymes, voir Trinity.
Trinity est une ville située au sud-ouest du comté de Trinity, au Texas, aux États-Unis,.

## Démographie
Lors du recensement de 2010, la ville comptait une population de 2 697 habitants. Elle est estimée, en 2015, à 2 750 habitants.

### Source de la traduction
- (en) Cet article est partiellement ou en totalité issu de l’article de Wikipédia en anglais intitulé « Trinity, Texas » (voir la liste des auteurs).